# Dolina Świątyń
Dolina Świątyń wł. Valle dei Templi to park archeologiczno-krajobrazowy w Agrygencie w którym znajdują się pozostałości zabudowy starożytnego miasta Akragas. Dolina Świątyń została w 1997 r. wpisana na listę światowego dziedzictwa UNESCO jako Strefa archeologiczna Agrygentu. Zajmuje obszar ok. 1800 hektarów. Większość zabytków pochodzi z okresu największego rozkwitu miasta (V wiek p.n.e.). Obiekty sakralne reprezentują styl dorycki i zostały zbudowane z lokalnej skały wapiennej o intensywnie żółtej barwie.
|  | Najważniejsze obiekty w Dolinie Świątyń |
|  | --- |
|  | Świątynia Zeusa została wybudowana po 480 r. p.n.e. i była to największa świątynia w Akragas. Widoczne są pozostałości ogromnych posągów atlantów. Przed nią znajdował się olbrzymi ołtarz, przypuszczalnie przeznaczony na ofiary ze stu wołów (hekatomba). Świątynia najprawdopodobniej nie została ukończona przed najazdem kartagińczyków, który zniszczył miasto w 408 r. p.n.e. |
|  | Świątynia Dioskurów. Obecnie widoczny fragment narożnika z 4 kolumnami to wynik rekonstrukcji z 1836 r. Na kolumnach widoczne są resztki białego otynkowania. Z tyłu znajduje się okrągły ołtarz (część sanktuarium bóstw podziemnych). |
|  | Ogród Kolymbetra powstał na początku VI wieku p.n.e., został odtworzony w 1999 r. i zajmuje powierzchnię ok. 5 hektarów. Rośnie tu wiele unikalnych gatunków roślin; obok znanych w starożytności roślin uprawnych takich jak oliwka, winorośl czy granatowiec. |
|  | Świątynia Concordii (Zgody) powstała ok. 440-430 r. p.n.e. i dzięki późniejszemu przekształceniu jej w kościół nie uległa poważniejszym zniszczeniom i należy obecnie do najlepiej zachowanych świątyń greckich. |
|  | Świątynia Hefajstosa pochodzi z drugiej połowy V wieku p.n.e. i obecnie pozostały z niej jedynie dwie kolumny. |
|  | Świątynia Herkulesa jest najstarsza, pochodzi z końca VI wieku p.n.e. Miała podłużną, trzy stopniową bazę, na której wznosiło się 38 kolumn doryckich. Zachował się przedsionek (pronaos) i opistodomos z ogrodzoną tylną częścią. |
|  | Świątynia Junony Łacińskiej pochodzi z lat 450-440 p.n.e. i po stronie wschodniej posiada pozostałości po monumentalnym ołtarzu. |